# Chiesa di Santa Maria Maddalena (Verona)
La chiesa di Santa Maria Maddalena, conosciuta anche con il nome di chiesa di Santa Maria Maddalena di Campo Marzio o di chiesa di Santa Marta, è stata un luogo di culto cattolico che sorgeva nel quartiere di Veronetta a Verona. Soppressa e demaniata nel 1810, la chiesa con il convento furono completamente demoliti nel 1850 per lasciar spazio alla provianda di Santa Marta.

## Storia
Nel 1211 il podestà di Verona Bonifacio, appartenente all'importante famiglia Sambonifacio, permise la realizzazione di un primo convento e della relativa chiesa nell'area del Campo Marzio, non lontano da dove sarebbe poi sorta porta Vescovo. L'anno seguente vi fu la concessione per l'edificazione da parte del vescovo Adelardo Cattaneo e la dedicazione «sub vocabulo beate Marie Magdalene», mentre la costruzione iniziò effettivamente nel 1213.
Il convento ospitò a lungo i canonici di San Marco di Mantova e, dal 1279 al 1297, anche un gruppo di monache di San Cassiano di Mezzane. Già nel 1293 priore commissionò al magister murarius Iacopo, detto Gratasoia, la costruzione del nuovo chiostro su modello di quello dell'abbazia di San Zeno. Il nuovo chiostro era caratterizzato da quattro grandi colonne in marmo rosa poste ai quattro angoli e da quarante colonne binate a sostenere le undici arcate per lato e le volte a crociera in pietra di Avesa.
Non molto tempo dopo, il 22 febbraio 1300, si decise di ricostruire completamente la chiesa. Fu Alberto I della Scala a ingaggiare i due murarii, i fratelli Ognibene e Avanzo, figli di Fino da San Zeno superiore, e a fornire tutto il materiale da costruzione e le attrezzature necessarie alla buona riuscita dell'intervento. La direzione dei lavori di realizzazione del portale della chiesa, e probabilmente anche relativi alla costruzione delle murature, fu data al notaio Giovanni de Pellegrino, noto capostipite della famiglia Pellegrini.
Nella prima metà del Trecento il convento ospitò una comunità femminile passata alla regola benedettina nel 1332. Nel 1350 questa si unì al vicino convento femminile di Santa Maria delle Vergini, sorto invece nella prima metà del Duecento. Dopo questa fusione sembra che la chiesa di Santa Maria Maddalena iniziò a essere identificata anche con il nome di Santa Marta, mentre tutto il complesso religioso, costituito dalle due chiese, dai chiostri e da vari ambienti di servizio, a partire almeno dalla seconda metà del Quattrocento cominciò ad essere chiamato "Maddalene".
La chiesa e il convento furono demanializzati nel 1810, mentre nel 1850 furono completamente demoliti per lasciar spazio al grande complesso della provianda di Santa Marta, un panificio e deposito militare costruito tra il 1863 e il 1865.

## Descrizione

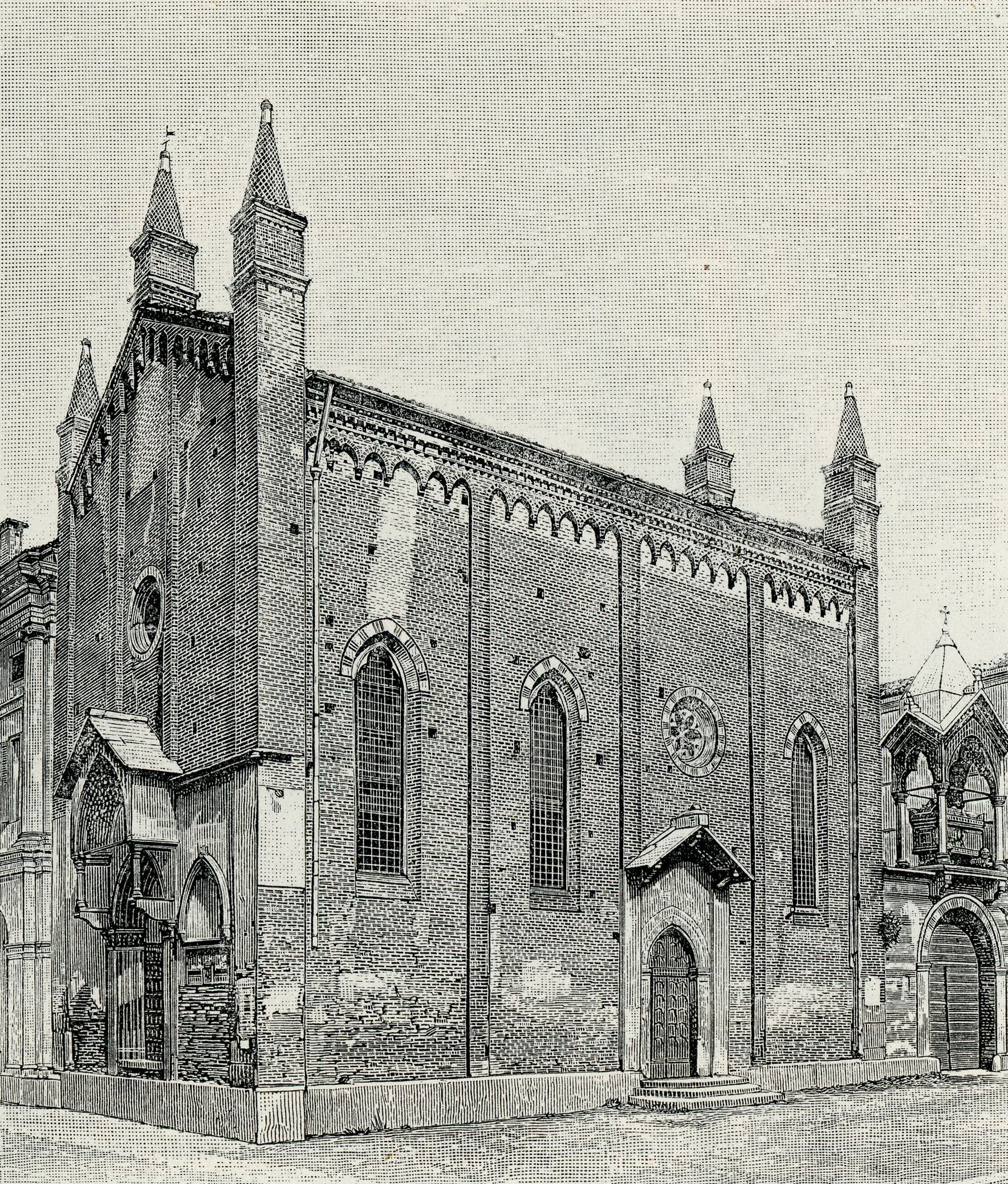
La chiesa di San Giorgetto a Verona, edificio contemporaneo a Santa Maria Maddalena con cui doveva avere diverse somiglianze

Purtroppo dell'edificio chiesastico non rimangono rappresentazioni o illustrazioni di sorta, per cui il suo aspetto è ricostruibile grazie al capitolato tecnico redatto nel 1300, da cui emergono numerose somiglianze con altre chiese minori veronesi coeve.
La chiesa precedente fu completamente demolita comprese le fondazioni, scelta singolare considerando che nel Medioevo si era soliti sfruttare, per quanto possibile, le preesistenze in modo da contenere le spese. Il contratto specificava tuttavia che tutto il materiale doveva essere conservato in un ambiente idoneo, in quanto sarebbe stato riutilizzato nella fabbrica.
L'edificio era composto di dodici finestre alte circa 270 cm e realizzate in mattoni e pietra di Avesa, probabilmente ad ogiva e piuttosto strette, in accordo con il gusto veronese contemporaneo. Non è detto che tutte e dodici fossero collocate nei due fianchi, ma è invece probabile che due di queste fossero inserite in facciata, ai lati del rosone centrale, come accade per esempio nella chiesa di Santa Maria della Scala. Erano infatti previsti anche due oculi, uno più grande, di circa 2 metri di diametro, da realizzare in facciata, e uno più piccolo da realizzare nel presbiterio, entrambi in pietra di Avesa. Considerata la presenza dell'oculo, è evidente che la chiesa non potesse terminare con un'abside, ma piuttosto con un muro rettilineo, soluzione che era stata scelta anche per altre chiese dell'epoca, come nelle chiese di San Giorgetto e di Santa Maria della Vittoria.
Esternamente la chiesa era abbellita con un portale strombato e dotato di un protiro pensile, ed era coronata a livello della gronda da una cornice continua di archetti pensili su peducci, sempre in pietra di Avesa. Per l'interno non erano previsti colonne o pilastri, per cui la chiesa doveva essere del tipo ad aula, con una singola navata.